# Nils Stephenson-Möller
Nils George Stephenson-Möller, född den 31 mars 1884 i Lund, död den 23 december 1956 i Stockholm, var en svensk sjömilitär. Han var far till Harry och Bob Stephenson-Möller.
Stephenson-Möller blev underlöjtnant i flottan 1906, löjtnant där 1908 och kapten 1917. Han befordrades till kommendörkapten av andra graden i
marinen 1934. Stephenson-Möller blev riddare av Vasaorden 1919 och av Svärdsorden 1927. Han vilar på Nacka norra kyrkogård.